# ABNT NBR 15602
Es un grupo de tres documentos publicados por la Associação Brasileira de Normas Técnicas (Asociación Brasileña de Normas Técnicas) que cubre los aspectos de codificación de audio y video en la norma de televisión digital SBTVD, también conocida como ISDB-Tb: ABNT NBR 15602-1:2007 Parte 1: Codificación de video; ABNT NBR 15602-2:2007 - Parte 2: Codificación de audio y ABNT NBR 15602-3:2007 - Parte 3: Sistemas de multiplexación de señales.
El estándar fue redactado por expertos en telecomunicaciones y televisión de muchos países con sus trabajos coordinados por el Forum SBTVD y cubren en detalle todos los aspectos de codificación de vídeo y audio que se aplican a la norma SBTVD.

## Introducción
Los cambios de codificación de audio y vídeo son algunas de las actualizaciones adicionales tecnológicas añadidos a la norma. La adopción de la Recomendación UIT-T H.264 (MPEG-4 AVC, Advanced Video Coding, Codificación avanzada de video) como la herramienta de compresión permitió un gran salto de calidad en todas las aplicaciones: desde los vídeos de baja resolución hasta los de alta definición. En la norma se establece el nivel de complejidad de la codificación del vídeo, mediante perfiles. Estos definen un subconjunto de la sintaxis del flujo de bits y estos se adoptan de acuerdo a la aplicación.
Los perfiles son el Perfil baseline (perfil básico usado en el servicio one seg), perfil main (perfil principal) y perfil high adoptado para las señales SDTV y HDTV. A diferencia del sistema de televisión digital japonés ISDB-T, el nivel de codificación especificado para el sistema brasileño permite la entrega de contenido de vídeo de baja resolución de hasta 30 cuadros por segundo para receptores portátiles. La codificación de audio también ha sido mejorada en las especificaciones brasileñas con la elección de estándar MPEG-4 AAC, el cual combina un mayor rendimiento y flexibilidad con una baja sobrecarga de señalización.

## Resumen técnico del documento

### Codificación del vídeo
La primera parte de esta especificación estipula el formato de vídeo de entrada (señal de vídeo, muestreo de señal, el dirección de escaneo, parámetros de la señal de vídeo), esquema de codificación del vídeo (una combinación de la codificación de predicción de compensación de movimiento, una transformación basada en bloques y una codificación de longitud variable), los procedimientos de compresión para la señal de vídeo y el procedimiento de transmisión de los mismos, la construcción de la señal después de la codificación y las limitaciones de los parámetros de codificación.
En general, se puede decir que el esquema de codificación de vídeo seleccionado es una compresión H.264 con dos perfiles diferentes, uno referente a los receptores fijos de definición alta y estándar y el otro a los servicios portátiles. H.264 se empleará en todos los servicios; la norma MPEG-2 no se admite.
Las herramientas de corrección del perfil básico para H.264 no serán usadas. Esto se basa en la conclusión de que las herramientas de error flexibles de H.264 no son eficaces en comparación con la codificación de corrección de errores aplicada por el sistema de transmisión y, por lo tanto, el costo asociado tendrían un impacto negativo sobre la relación coste-efectividad de los receptores portátiles.
Además, las pautas de operación, que se encuentran en el apéndice del documento, especifican las condiciones tecnológicas recomendadas para operaciones reales relativas al tiempo de conmutación de canales y la conmutación fluida.

### Codificación del audio
El esquema de codificación de audio es una combinación de la codificación por conversión de tiempo-frecuencia de codificación y el esquema de asignación de bits por psicología auditiva ponderada como se define en la codificación MPEG-4 AAC. La segunda parte establece la señal de entrada de audio, la frecuencia de muestreo, la cantidad de bits de cuantificación, el esquema de codificación del audio, los procedimientos de compresión y transmisión para el audio. Las limitaciones básicas en los parámetros de codificación de audio se definen en la tabla anexa.
El sistema SBTVD está basado en MPEG-4 HE-AAC v2, que incluye herramientas de SBR (Spectral Band Replication, Replicado Espectral de Banda) y PS (Parametric Stereo, Estéreo Paramétrico). Se debe tener en cuenta que, en el nivel 4 del perfil de alta eficiencia, para uno o dos canales con SBR actual, la velocidad máxima de muestreo AAC es 48 kHz. Para más de dos canales con SBR presente, la velocidad máxima de muestreo AAC es de 24 kHz. Como en el caso de la codificación del video, existen tres perfiles y niveles del estándar que deben ser permitidos:
1. LC (low complexity, baja complejidad), que es el perfil básico con los niveles L2 y L4.
2. HE (high efficiency, alta eficiencia). Combinando el perfil LC con el uso de la herramienta SBR para la versión 1, niveles L2 y L4 y
3. HE combinado con la herramienta PS para la versión 2; nivel L2.

## Sumario
Los requisitos de compresión de audio y vídeo establecidos para el estándar SBTVD hacen uso de algunos de los avances más recientes en la tecnología disponible en el mercado de la televisión, el mantenimiento de la viabilidad comercial, y permiten mejor calidad de imagen y percepción general del servicio. Los tres volúmenes de los estándares de compresión de vídeo y audio se pueden considerar como la evolución sugerida para obtener los mejores niveles de rendimiento generales del sistema.